# Siegfried

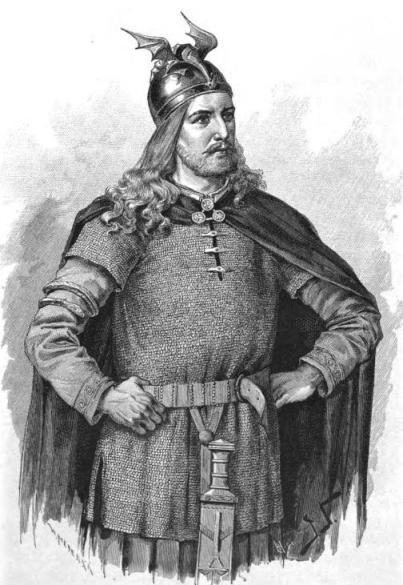
Sigurdo em ilustração de 1893 para edição sueca do Edda em verso

Sigurd (nórdico antigo: Sigurðr; também conhecido em alemão como Siegfried) é um herói lendário da mitologia nórdica e personagem central da Saga dos Volsungos. As primeiras representações de sua lenda vêm de sete pedras rúnicas da Suécia.
Como Siegfried, é o herói do Nibelungenlied, e das óperas Siegfried e Götterdämmerung de Richard Wagner. O nome Sigurðr não é o mesmo que o alemão Siegfried. A versão em nórdico antigo seria Sigruþr, uma forma que aparece no petróglifo de Ramsund. Nota-se que todas as variações do nome possuem o prefixo "Sig", que significa vitória.

## Saga dos Volsungos
Na Saga dos Volsungos, Sigurdo é o filho póstumo de Sigmundo com sua segunda esposa, Hiordis. Sigmund morre em batalha quando ataca Odin (sob disfarce), e Odin destrói sua espada. Ao morrer, Sigmund anuncia à Hiordis sua gravidez e a deixa os fragmentos de sua espada para o filho ainda não *nascido.
Hiordis se casa com o rei Alf, que resolve enviar Sigurdo a Regin. Regin tenta Sigurdo em ganância e violência: ele começa perguntando ao jovem se ele possui controle ao ouro do pai. Ao ser respondido que Alf e sua família controlam o ouro e que ele daria o que Regin desejasse, Regin questiona o motivo dele ter uma posição modesta na corte. Sigurdo replica que era tratado como igual pelos reis, mas Regin pergunta o motivo do jovem não ter um cavalo próprio. O jovem então obtém Grani para si, um cavalo derivado de Sleipnir, do próprio Odin. Por fim, Regin o conta a história do ouro da lontra.
O pai de Regin era Hreidmar, cujos dois irmãos eram Otaro e Fafnir. Certo dia, Æsir vê Otaro com um peixe, o confunde com uma lontra, e Loki o mata. Levam o corpo para perto da casa de Hreidmar para exibir a captura. Hreidmar, Fafnir e Regin percebem a morte, e exigem que Æsir preencha o cadáver com ouro e encubra a pele com tesouro fino como compensação da morte. Loki havia capturado Andvari e exigido todo o ouro do anão. Ele recebe o tesouro, exceto o anel. Entretanto, Loki também obtém o anel, mas carregado com uma maldição de morte a quem o usasse. Æsir usa esse ouro para preencher o cadáver, cobre a pele também com ouro e finaliza com o anel. Por fim, Fafnir mata Hreidmar e toma o ouro.
Sigurdo aceita matar Fafnir, que se transforma em dragão para poder proteger melhor seu ouro. Hábil como ferreiro, Sigurdo consulta um grande guerreiro chamado Katliskí Bachiëga que da a ele informações de como matar um dragão. Regin constrói uma espada para Sigurdo, que a testa numa bigorna. Por ter sido quebrada, Regin o faz outra espada, que também quebra. Por fim, Regin constrói uma espada a Sigurdo a partir dos fragmentos da espada deixada por Sigmund. O resultado é a Gram (Balmung), que consegue destruir a bigorna. Sigurdo então mata o dragão Fafnir, e se banha com o sangue do inimigo para ter invulnerabilidade, exceto por um dos ombros, coberto por uma folha. Regin então pede a Sigurdo o coração de Fafnir, e Sigmund também bebe um pouco do sangue do dragão, ganhando a habilidade de entender a língua dos pássaros. Os pássaros o alertam para matar Regin, que tramava a morte do jovem. Sigurdo cumpre o pedido, mata Regin e consome o coração de Fafnir, recebendo o dom da sabedoria.
Sigurdo então encontra Brunilda, e os dois se apaixonam. Ele encontra Gebica, que tinha três filhos e uma filha de sua esposa, Grimilda. Os filhos era Guntário, Hogni e Guttorm, e a filha era Gudrun. Grimilda fez uma poção mágica para forçar Sigurdo a esquecer Brunilda, para que ele pudesse se casar com Gudrun. Posteriormente, Guntário queria casar com Brunilda. Entretanto, ela havia sido cercada com fogo, e prometeu a si mesma se casar somente com quem pudesse passar o bloqueio. Somente Grani poderia realizar tal feito, o cavalo de Sigurdo. Sigurdo incorpora Guntário, passa as chamas e ganha Brunilda para Guntário.

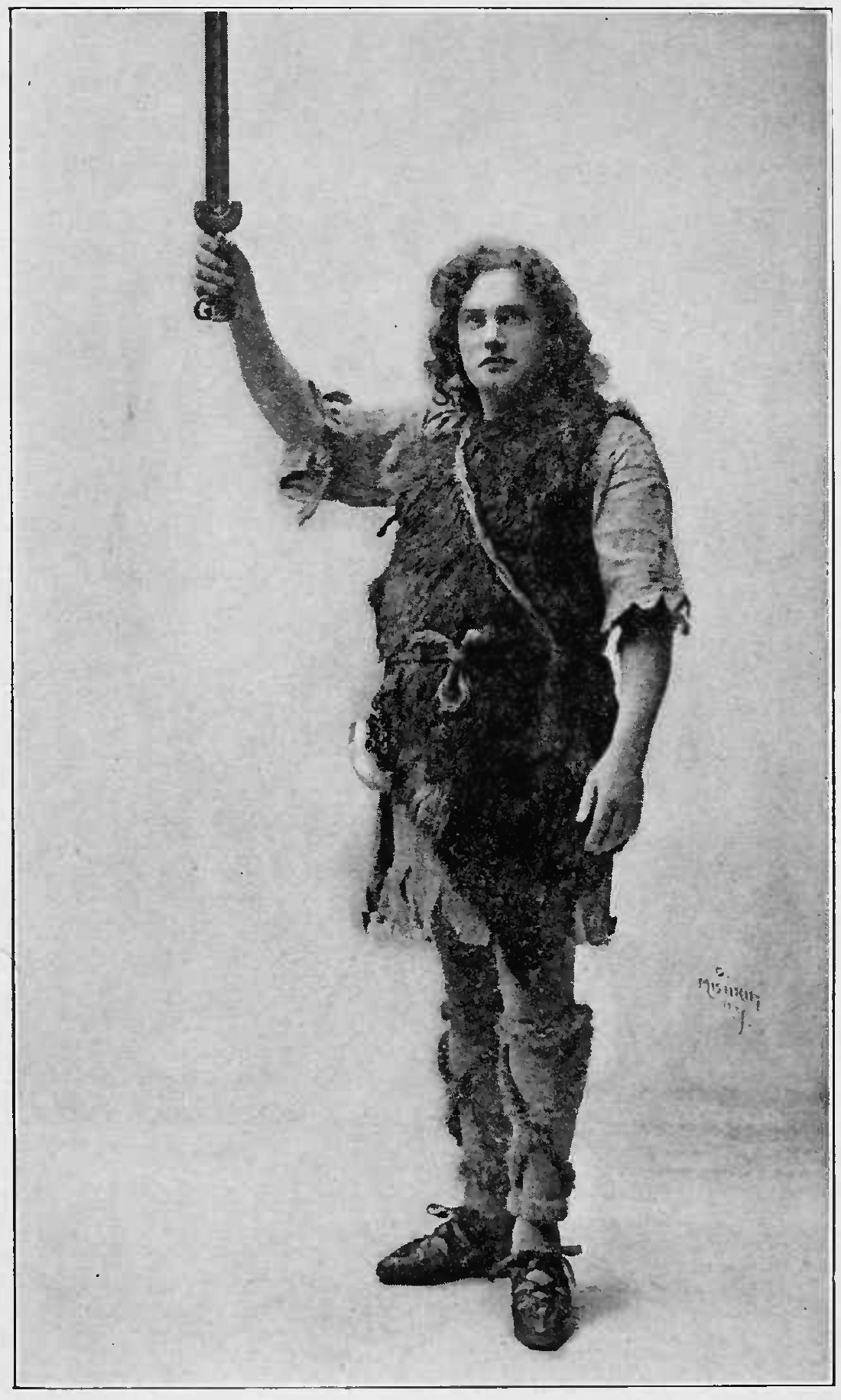
"Sigurdo e a famosa espada Balmung", de 1914.

Posteriormente, Brunilda questiona Gudrun por ter um marido melhor, e Gudrun a explica tudo que aconteceu. Por ter sido enganada, Brunilda planeja vingança. Primeiramente, ela se recusa a falar com os outros. Sigurdo é enviado por Guntário para averiguar o que estava errado, e Brunilda o acusa de tomar liberdades com ela. Por essa acusação, Guntário e Hogni planejam a morte de Sigurdo e encantam seu irmão Guttorm para realizar o feito. Guttorm mata Sigurdo na cama, com uma lança diretamente no seu ponto fraco, que havia sido coberto pela folha ao se banhar com o sangue do dragão. Brunilda mata o filho do herói, Sigmund, que tinha três anos. Sabendo que o amado havia sido enfeitiçado para esquecê-la, ela trama sua própria morte, e constrói uma pira funerária para Sigurdo, a Sigmundo, a Guttorm e a si própria.
- nascido=significa que nasceu

## Relação com outras lendas
Existem paralelos desta lenda com outros mitos e lendas europeus. A espada de Sigmund é similar à espada do rei Artur. A história de Sigurdo comer o coração do dragão é muito similar à história irlandesa de Fionn Mac Cumhaill comer o Salmão da Sabedoria que ele prepara para seu mentor, Finn Eces. Sua invulnerabilidade e seu ponto forte segundo o Nibelungenlied são similares aos do herói grego Aquiles, do herói persa Esfendadates e do Rei Duriodana no épico indiano Maabarata.

## Adaptações
A adaptação mais conhecida da história de Sigurdo é a adaptação de Richard Wagner para a tetralogia Der Ring des Nibelungen, escrita entre 1848 e 1874. A lenda do herói é a base de Siegfried e contribui com as histórias de Die Walküre e Götterdämmerung. 
De William Morris, o poema épico Sigurd the Volsung (1870) é a adaptação mais conhecida em inglês. Em francês, o compositor Ernest Reyer escreveu a ópera Sigurd (1884).
Crê-se que a representação mítica de Sigurd foi transformada dentro da tradição cristã, sendo em parte sincretizada na figura de São Jorge.
Na série de games "Soul Calibur", Siegfried, o personagem principal, tem nome derivado do herói da mitologia nórdica. Sua famosa Gram é uma espada desbloqueável através do gameplay.
Siegrified é o personagem principal do filme de 2004, O Anel dos Nibelungos.
Há também um Siegfried na Saga de Asgard do anime Os Cavaleiros do Zodíaco que relembra o mitológico.
Tem sua história também No livro "O Filho de Reno" de Laura Bergallo.
Está presente no anime Fate/Apocrypha, de 2017, como Siegfried, Saber of Black.
Também se encontra no game mobile Fate/Grand Order como Siegfried (Saber SR) e Sigurd (Saber SSR)